# Iglesia de San Agostino (Foligno)
La iglesia de Sant'Agostino, también conocida como Santuario de la Madonna del Pianto, es una iglesia de culto católico en la diócesis de Foligno. Se encuentra en la Piazza Garibaldi y representa un importante ejemplo de la arquitectura y decoración barrocas de la ciudad.

## Historia
Una primera iglesia gótica fue construida aquí en 1248 por Beato Ángelo da Foligno. Presentaba paredes con frescos y un techo de vigas pintadas. Con un convento contiguo, fue el primer asentamiento agustino en Foligno, que permaneció hasta 1810. 
En el siglo XVII, la iglesia se convirtió en el Santuario de la Madonna del Pianto, del que tenemos noticias a partir de 1647, Al quedarse pequeña, en el siglo XVIII se construyó un edificio adyacente, la actual iglesia barroca. Construido entre 1720 y 1750 según un diseño del arquitecto Bernascoli  Parte de la fachada de la iglesia se quemó la noche del 27 de agosto de 1881, en un período de acalorada propaganda anticlerical  y fue inmediatamente restaurada.
Durante los intensos bombardeos aliados de 1944, la iglesia original fue destruida, salvo el hermoso campanario gótico, los dos grandes ventanales y el portal, tapiados en el exterior del lado derecho de la iglesia barroca.

## Descripción
Tiene planta basilical de una sola nave cerrada por bóveda de cañón. Detrás del ábside se alza el campanario del siglo XIII, el más alto de la ciudad  realizado con bandas de piedra alternadas de color blanco y rosa. El campanario se abre mediante grandes ventanales ojivales con parteluz y está coronado por un techo poligonal con cúpula renacentista.